# Площа Повсталих (Севастополь)
Площа Повсталих — площа в Ленінському районі Севастополя, між вулицями Адмірала Октябрьського та 5-ю Бастіонною.

## Історія
Площа виникла в зв'язку з реконструкцією колишньої вулиці Повсталих (нині Адмірала Октябрьського) і отримала найменування 1 листопада 1958 року
Названа на згадку про революційні події 1905 року. 18 жовтня 1905 року на Історичному бульварі виник багатолюдний мітинг, але поліція і солдати розігнали його. Однак мітинг спалахнув знову вже на Приморському бульварі, звідки мітингувальники під червоними прапорами, співаючи революційні пісні попрямували до міської в'язниці (що знаходилася на місці площі) і зажадали звільнення політичних ув'язнених. Коли демонстранти наблизилися до воріт в'язниці, пролунали постріли. Вісім людей було вбито і близько 50 поранено. Розстріл демонстрації викликав бурю протестів. 19 жовтня на мітингу, що відбувся па Приморському бульварі, було обрано Раду народних депутатів, яка зажадала від міської управи послати уряду протест проти розстрілів. 20 жовтня відбулися похорони жертв розстрілу, що перетворилися на багатотисячну антиурядову демонстрацію.
1868 року тут збудована міська лікарня (зараз лікарня №1).
В радянські часи поряд побудували 14-поверховий готель "Крим", який став архітектурною домінантою площі, та стадіон "Чайка". В 90-ті роки стадіон перетворився на ринок.
2012 року на площі почали будувати синагогу.

## Галерея

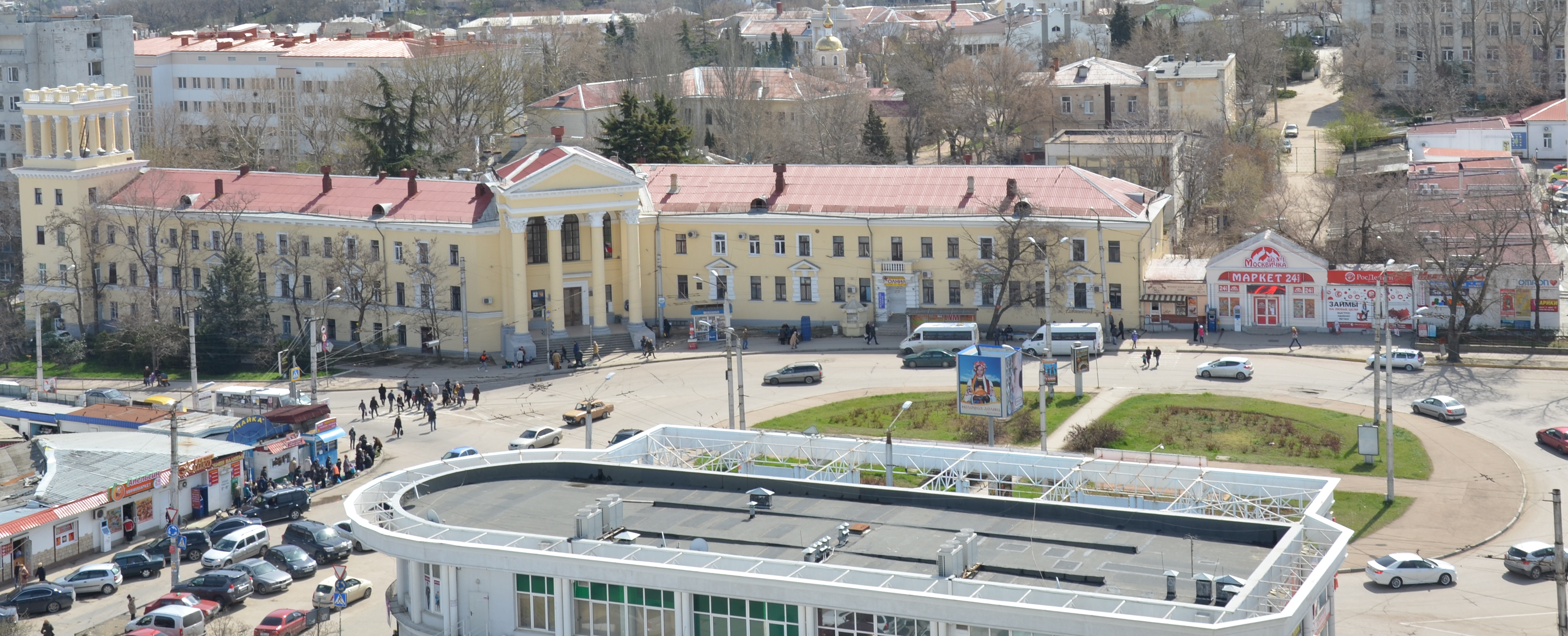
вид з готелю "Крим"
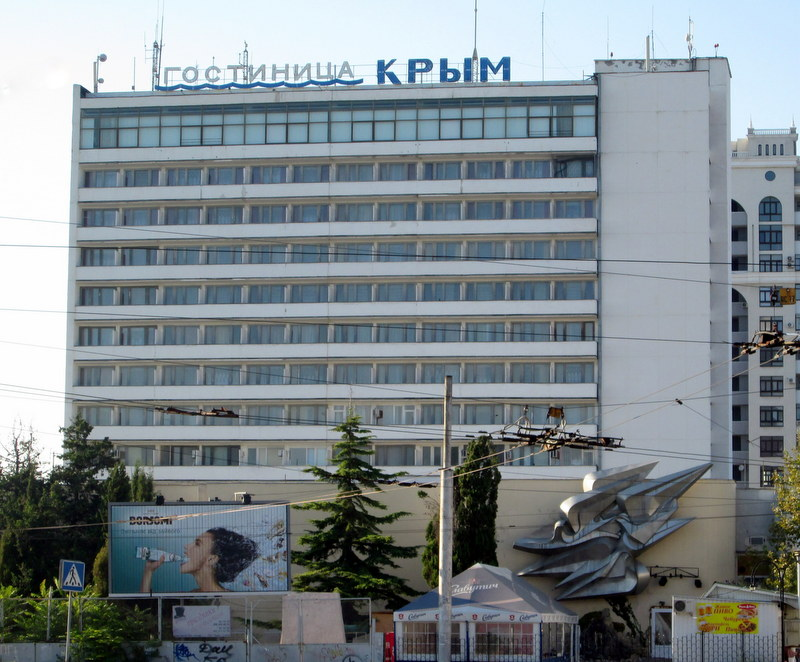
готель "Крим"
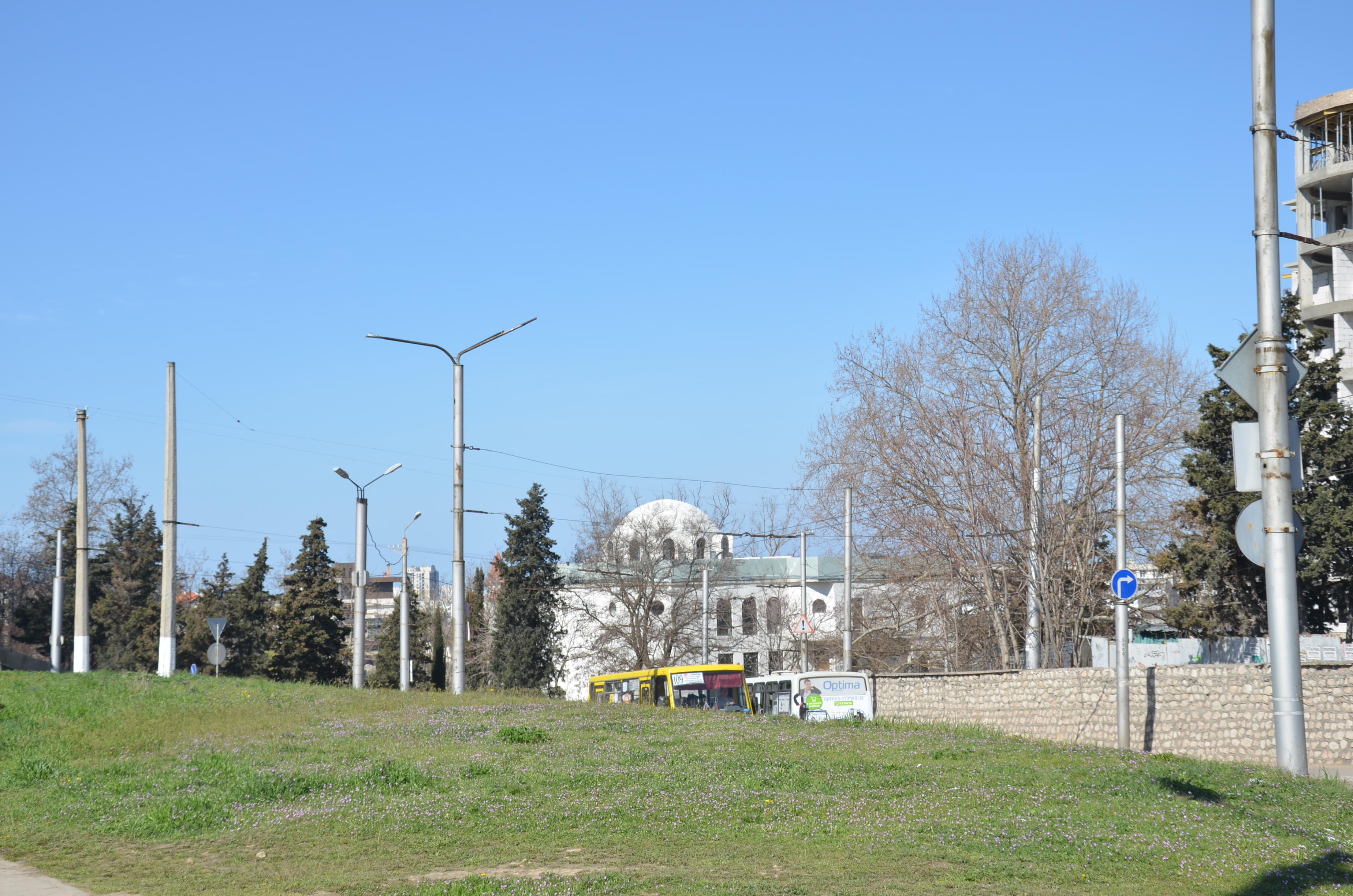
будівництво синагоги